# Raquiocefàlids
Els raquiocefàlids (Rhachiocephalidae) són una família extinta de sinàpsids que visqueren a l'Àfrica meridional i oriental durant el Permià superior, fa entre 254,2 i 259,9 milions d'anys. Se n'han trobat restes fòssils a Sud-àfrica, Tanzània i Zàmbia. Eren els dicinodonts més grossos del Permià i tenien el crani tremendament llarg i baix. Es diferencien dels seus parents més propers pel fet de tenir els forats parietals envoltats per un bony robust i generalment rugós.